# Erick Ozuna López
Erick Junior Ozuna López (La Romana, República Dominicana; 5 de octubre de 1990) es un futbolista internacional de la República Dominicana. Juega cono delantero extremo y su actual equipo es la Club Atlético Pantoja de la Liga Dominicana de Fútbol.

## Trayectoria
| Club                       | País                 | Año           |
| -------------------------- | -------------------- | ------------- |
| Club Barcelona Atlético    | República Dominicana | 2010 - 2011   |
| Tempête FC                 | Haití                | 2011 - 2012   |
| Club Deportivo Árabe Unido | Panamá               | 2012 - 2013   |
| Moca FC                    | República Dominicana | 2013 - 2014   |
| Delfines del Este FC       | República Dominicana | 2014-2015     |
| Club Barcelona Atlético    | República Dominicana | 2016-2018     |
| Universidad O&M FC         | República Dominicana | 2018-2020     |
| Club Atlético Pantoja      | República Dominicana | 2020-presente |